# Ecomuseo Adda di Leonardo
L'Ecomuseo "Adda di Leonardo" è un ecomuseo che segue il corso del fiume Adda, dai comuni di Imbersago a nord, fino al comune di Cassano d'Adda a sud, lungo un percorso interamente ciclo-pedonale di 21 km all'interno del Parco Adda nord, tra le province di Lecco, Bergamo, Monza e della Brianza e Milano.
Lo scopo dell'ecomuseo è la valorizzazione del locale patrimonio naturalistico, ingegneristico, architettonico e storico, con particolare attenzione alle testimonianze del passaggio di Leonardo da Vinci, che in queste zone compì diversi studi in campo idraulico, durante il suo periodo milanese al servizio di Ludovico il Moro.
Il museo può vantare la vicina presenza di un sito inserito nella lista dei patrimoni dell'umanità, nonché di diversi capolavori di archeologia industriale italiana tuttora funzionanti e di alcune fortificazioni militari che testimoniano l'importanza strategica rivestita dall'Adda, nell'area nord storico confine tra il Ducato di Milano e la Repubblica di Venezia.

## Storia
La nascita dell'ecomuseo è stata possibile grazie all'impegno dell'ingegnere Mario Roveda, del Comitato Rotariano per il restauro delle chiuse del naviglio di Paderno e del Parco Adda Nord che insieme riuscirono a far includere questa idea all'interno del progetto "Canaux Historiques / Voies d'eaux vivantes" nell'ambito del programma “TERRA” approvato dalla Commissione Europea il 5 marzo 1998.
I primi fondi per la realizzazione del progetto furono stanziati già nel 2001 grazie all'accordo tra Ministero dell'Ambiente e Regione Lombardia, coi quali venne completato il restauro del Santuario della Madonna della Rocchetta a Cornate d'Adda.
L'8 maggio 2004 venne inaugurata la prima sezione dell'ecomuseo che comprendeva il tratto di fiume tra la Centrale idroelettrica Semenza (diga di Robbiate) e la centrale idroelettrica Esterle.
Il 4 novembre 2006 il presidente del Parco Adda Nord e i dieci sindaci dei Comuni di Imbersago, Paderno d'Adda, Robbiate, Villa d'Adda, Fara Gera d'Adda, Canonica d'Adda, Cassano d'Adda, Cornate d'Adda, Trezzo sull'Adda e Vaprio d'Adda sottoscrivono l'atto di fondazione dell'Associazione Ecomuseo Adda di Leonardo col quale i sindaci si impegnano ufficialmente a salvaguardare e valorizzare il paesaggio culturale dell'Adda e di sostenere direttamente l'attività dell'ecomuseo.
Il suo riconoscimento ufficiale arrivò tramite il decreto regionale numero 8/7873 del 30 luglio 2008 col quale l'ecomuseo Adda di Leonardo da Vinci viene inserito nella lista degli ecomusei della Lombardia.
Nel 2011, Regione Lombardia ha cofinanziato un fondo complessivo di 45,5 milioni di euro a favore di sei itinerari naturalistici lombardi, tra cui quello completamente ciclopedonale dai laghi del lecchese a Milano, lungo l'Adda e il naviglio della Martesana. Il nome proposto per l'itinerario, che aveva l'obiettivo di rilanciare il turismo locale e proporre una via alternativa per raggiungere il sito di Expo 2015, era "Passaggio sull'Adda da Leonardo all'EXPO" e vedeva il Parco Adda Nord e l'Ecomuseo "Adda di Leonardo" come principali promotori.

## Il nome
Oltre a prendere il nome dal corso d'acqua che lo attraversa, l'ecomuseo onora la figura di Leonardo da Vinci, che soggiornò nella villa del suo allievo Francesco Melzi a Vaprio d'Adda mentre lavorava come ingegnere militare al servizio di Ludovico il Moro, duca di Milano, col preciso mandato di condurre studi per migliorare la navigabilità del fiume Adda e potenziare i collegamenti con la città di Milano tramite le vie d'acqua.
Durante questo periodo Leonardo realizzò, tra gli altri, i disegni delle chiuse attualmente presenti nella zona tra Paderno d'Adda e Cornate d'Adda ed ideò la possibilità di costruire una diga nei pressi della località "tre corni" a Paderno d'Adda, al fine di rendere navigabile il fiume in un tratto caratterizzato dalla presenza di molti scogli e potenti rapide.

## Le 18 sale
L'ecomuseo è completamente all'aperto e si snoda per un percorso di 21 km da nord a sud lungo le rive del fiume Adda. È suddiviso in 18 tappe che vengono chiamate "sale" in analogia a quelle di un museo tradizionale. Molte di queste sono raggiungibili in macchina e sono dotate di parcheggi più o meno attrezzati dove poter lasciare il proprio veicolo per poi proseguire a piedi o in bicicletta lungo l'alzaia ciclo-pedonale.
Di seguito viene riportato l'elenco delle 18 sale da nord a sud.

### Traghetto di Leonardo(porta nord)

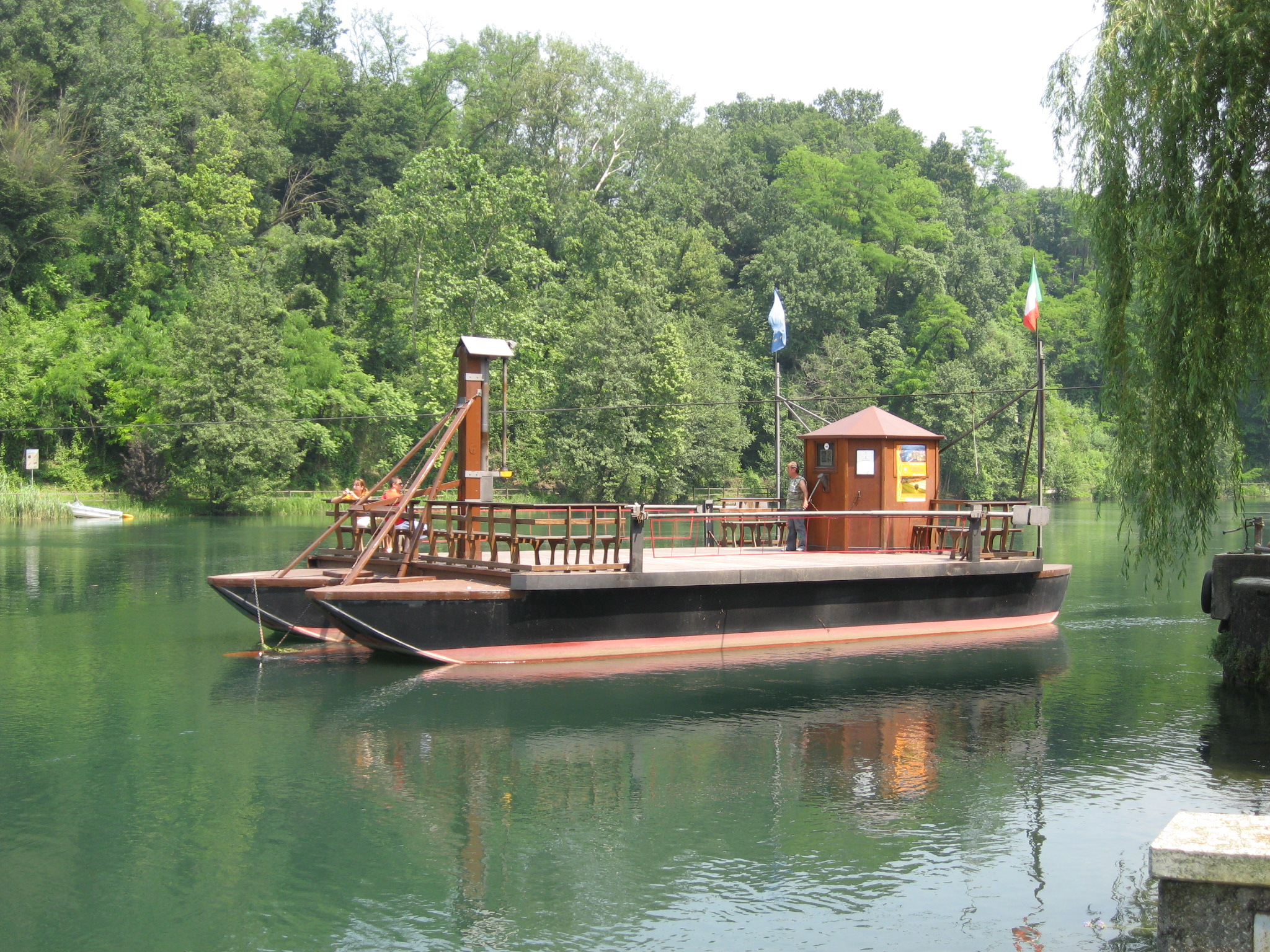
Il traghetto di Leonardo

Il traghetto di Leonardo è un particolare tipo di traghetto a mano il cui unico esemplare tuttora funzionante è quello che si trova all'interno dell'ecomuseo e che permette di collegare i comuni di Imbersago e Villa d'Adda, tuttavia, nonostante il nome, non v'è certezza che Leonardo ne sia il reale inventore. Il traghetto è di proprietà del Comune e viene dato in concessione ai privati.

### Diga di Robbiate

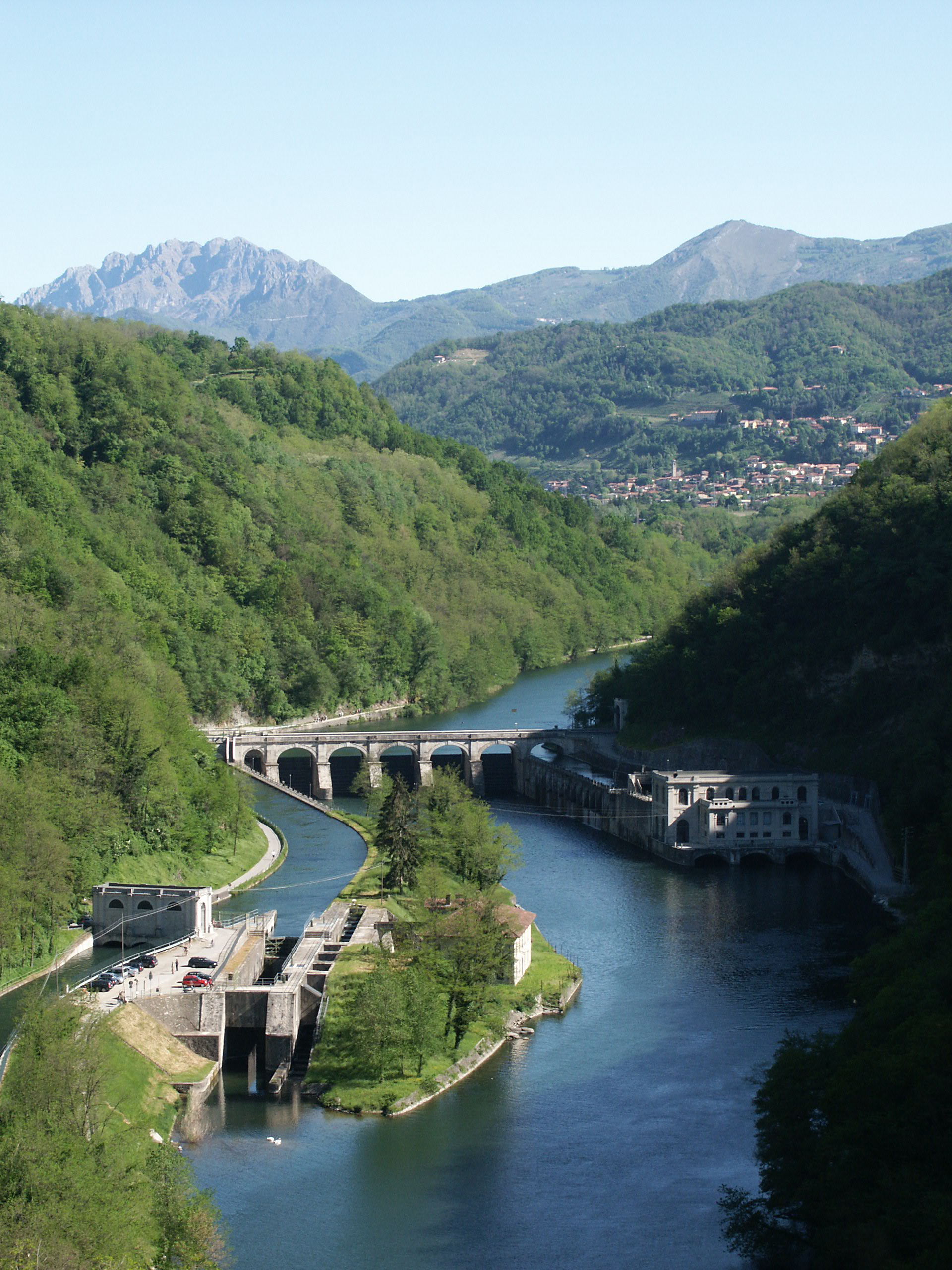
La diga di Robbiate e la centrale Semenza viste dal Ponte san Michele. Sullo sfondo il comune di Villa d'Adda, il monte Resegone (sinistra) e la Valcava (destra).

La diga fu costruita all'inizio della grande forra che il fiume si è scavato all'altezza del comune di Robbiate. Grazie ad essa è stato possibile alimentare il canale che convoglia le acque alla centrale idroelettrica Esterle qualche chilometro a valle e produrre ulteriore energia elettrica grazie alla limitrofa centrale idroelettrica Semenza.

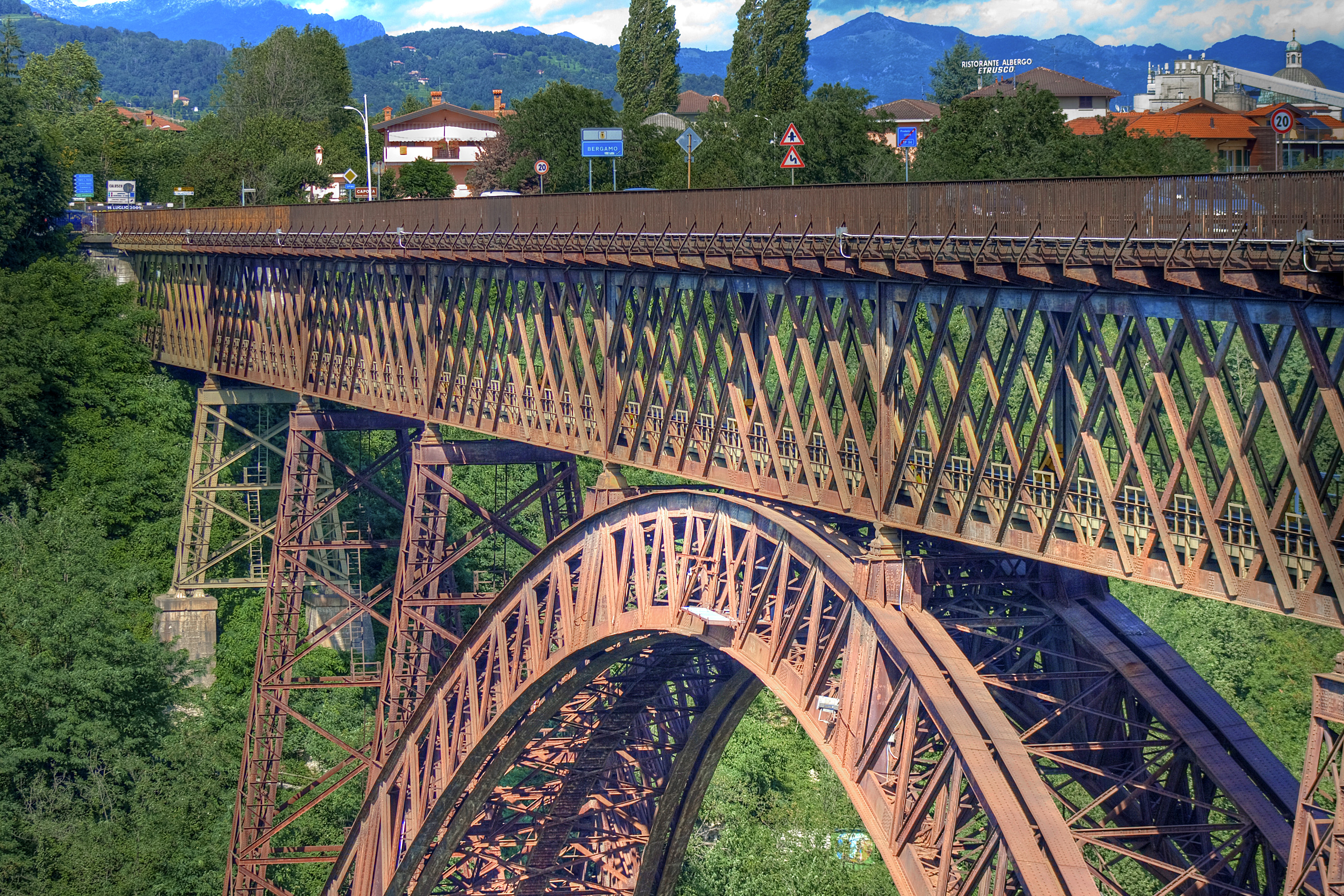
Dettaglio dell'arco in ferro del ponte San Michele

### Ponte S. Michele
Il ponte San Michele, noto anche come ponte di Paderno, ponte di Calusco o ponte Rothlisberger, è un ponte ad arco in ferro a traffico misto ferroviario-stradale, costruito nel 1899 e tuttora operativo.
Per le sue peculiarità tecniche è considerato un capolavoro di archeologia industriale italiana, nonché una delle più notevoli strutture realizzate dall'ingegneria ottocentesca, tanto da essere stato proposto come bene protetto dall'UNESCO.
Leggende locali narrano che il costruttore Rothlisberger, si sia suicidato poco prima che passasse per la prima volta il treno attraverso il ponte per paura che il ponte non riuscisse a reggere il peso. Questo fatto è stato smentito perché il costruttore è morto di malattia, dopo aver aiutato nella costruzione della Tour Eiffel.

### Naviglio di Paderno

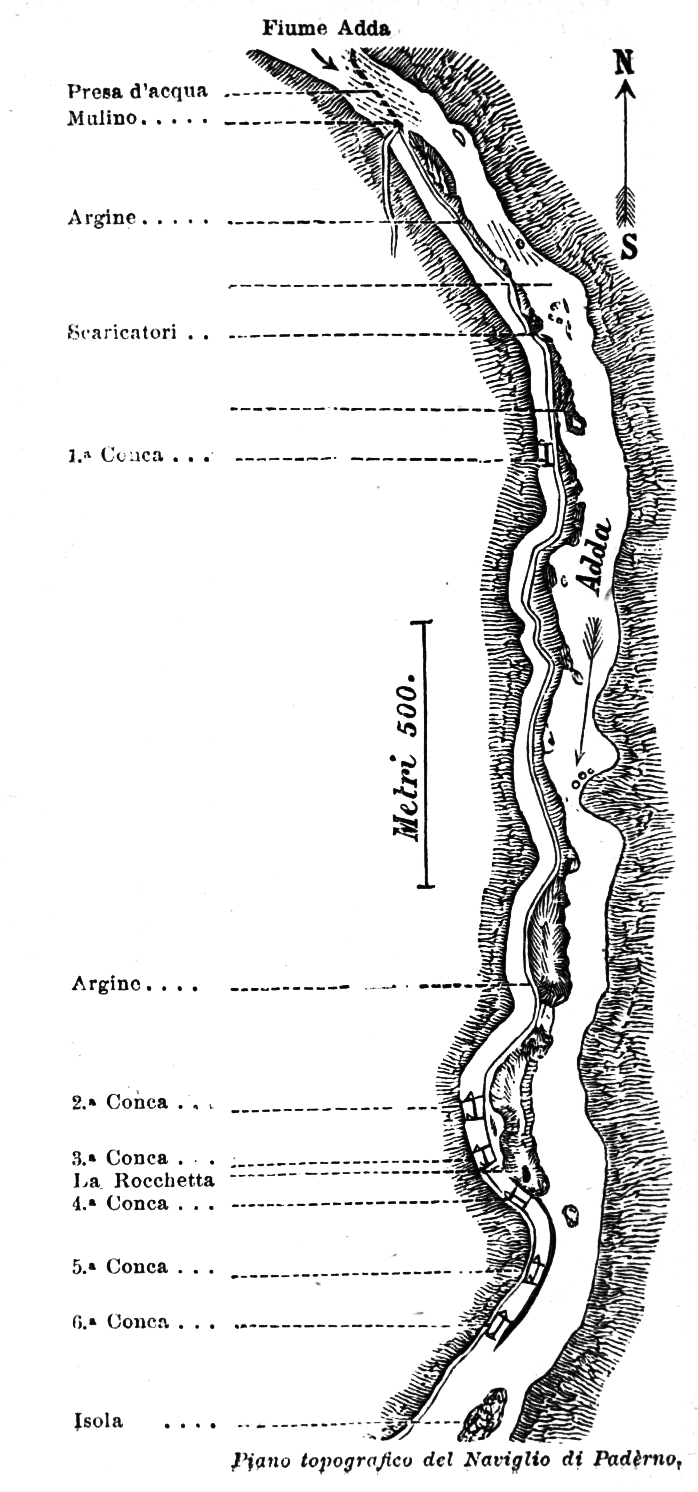
Il naviglio di Paderno

Il Naviglio di Paderno è un canale artificiale lungo 2,6 km e largo 11 metri, parallelo al fiume Adda nel comune di Paderno d'Adda a nord-est di Milano. L'idea del naviglio è da attribuire a Leonardo da Vinci ma la prima realizzazione avvenne grazie ad un progetto di Giuseppe Meda. La sua realizzazione cominciò all'inizio del XVI secolo e terminò, dopo numerose interruzioni e revisioni, solo alla fine del XVIII secolo. Il naviglio venne utilizzato sia a fini commerciali sia civili. Fu operativo fino al 1930.

#### Le chiuse del naviglio
Grazie alle chiuse, sei realizzate in legno e due in metallo, il naviglio compie 8 salti superando un dislivello di 33 metri prima di tornare a livello del fiume e superare le rapide. Le chiuse separano otto conche di navigazione così nominate:
- La Conchetta, il primo degli 8 salti. Da qui fino alla conca delle fontane il naviglio resta praticamente asciutto, a parte alcune infiltrazioni naturali.
- Conca vecchia.
- Conca delle fontane, chiamata così per la presenza di risorgive naturali.
- Conca grande o conca madre[12] detta anche "castello delle acque".
- Conca di mezzo. Vicino a questa conca si trovano i resti di un sistema di fabbricati, ideati dallo svizzero Federico Wyttenbach[11] per poter derivare l'acqua dal fiume Adda ad uso di forza motrice per i mulini limitrofi[13].
- Conca in Adda, chiamata così perché restituiva l'acqua al fiume.
- Settima e Ottava conca, le uniche con chiuse in metallo, sono state aggiunte dopo la costruzione della centrale Esterle.

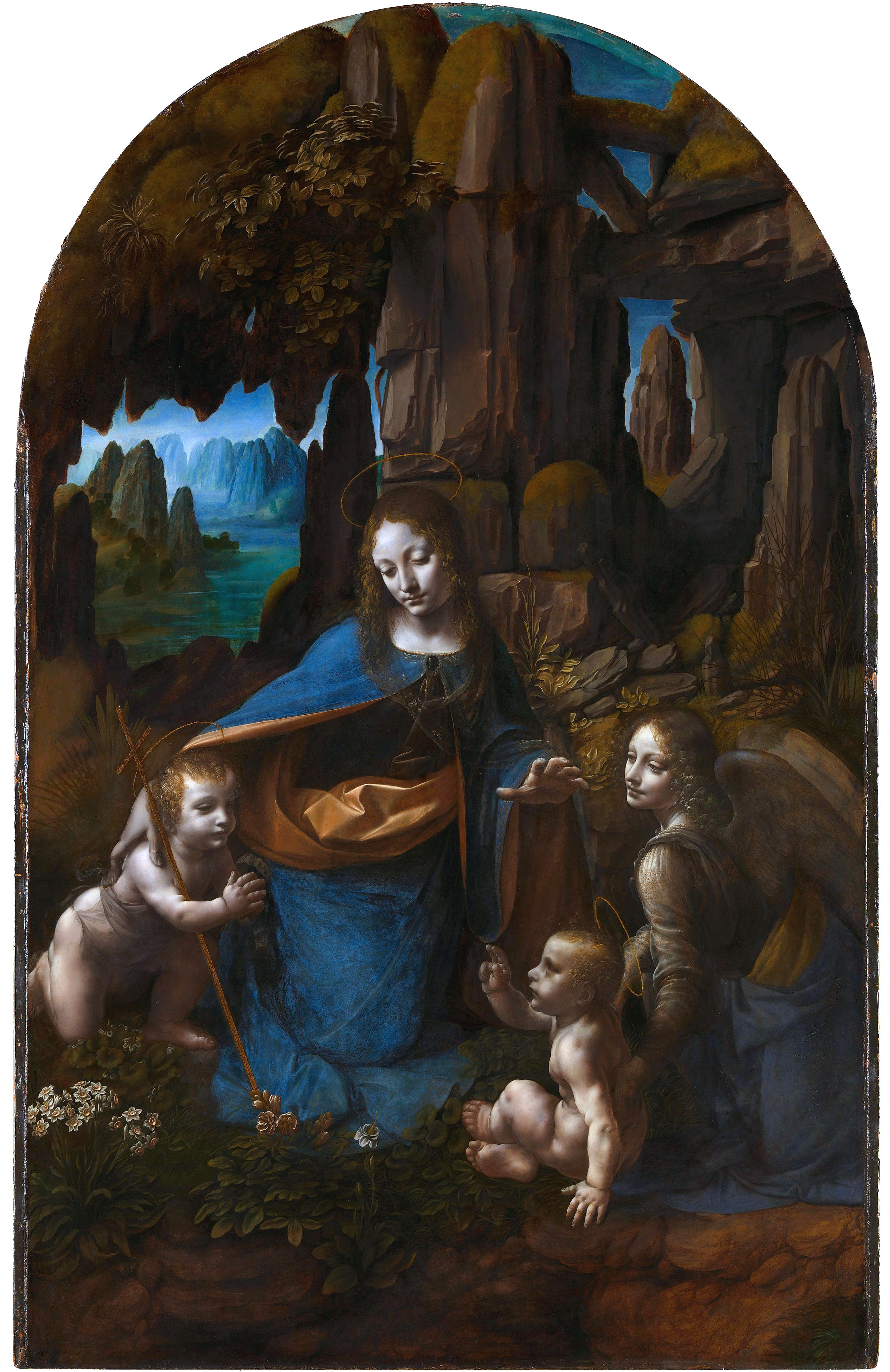
La Vergine delle rocce, National Gallery (Londra), sullo sfondo a sinistra si possono notare tre speroni di roccia del tutto simili a quelli presenti in località tre corni, lungo il fiume Adda, all'altezza di Paderno d'Adda

### Tre Corni
In questo punto del percorso, poco dopo essersi lasciati alle spalle il Ponte San Michele, inizia il tratto degli "scorci leonardeschi", così chiamato perché si ritiene che Leonardo abbia tratto ispirazione da questi luoghi per realizzare lo sfondo della celebre Vergine delle Rocce.
In questo tratto il fiume non è navigabile per via delle tumultuose rapide e di speroni di roccia che affiorano dal fondale. Per questo motivo a cavallo del XIV e XV secolo nacque l'idea di realizzare un naviglio per garantire il trasporto delle merci da Lecco a Milano.

### Lo Stallazzo
Edificio un tempo adibito a stazione per il riposo e il cambio dei cavalli che rimorchiavano i mercantili controcorrente risalendo l'alzaia.
Oggi è un punto di sosta, ristoro e informazioni per i visitatori.

### Santuario della Rocchetta
Si tratta di un piccolo santuario agostiniano posto sulla cima di un picco roccioso tra il fiume e il naviglio, raggiungibile tramite una scalinata posta tra la Conca delle Fontane e la Conca Grande, in un sito dove sorgeva un antico castrum romano.
Edificato nel 1386 per volere di un ricco possidente milanese, Beltrando da Cornate, è stato successivamente donato agli eremiti agostiniani del convento di S. Marco in Milano.
All'inizio del XV secolo, allo scoppiare della guerra fra il Ducato di Milano e la Repubblica di Venezia, la Rocchetta fu occupata dai soldati milanesi per via della sua posizione strategica.
Nei secoli successivi il monastero fu lasciato nell'incuria e subì pesanti danni.
Nel 1796, sotto la dominazione francese e la creazione della Repubblica Cisalpina, il santuario venne confiscato al convento di S. Marco e venduto ai privati che lo mantennero fino a metà XIX secolo quando lo donarono alla chiesa di Porto d'Adda.
Nel XXI secolo è meta di pellegrinaggio in quanto tappa del "Cammino di Sant'Agostino".

### Conca Grande
Nota anche come conca madre o castello delle acque, è la più grande conca del progetto originale di Giuseppe Meda con la quale pensò di superare quasi tutto il dislivello del fiume. Tuttavia vista la mancanza di fondi e la cedevolezza del fondale il progetto venne abbandonato e ripreso solo nel XVIII secolo, anche se ridimensionato: dai 17 metri previsti il dislivello fu solo di 6,20 metri, rimanendo comunque il più alto del naviglio.

### Centrale Bertini

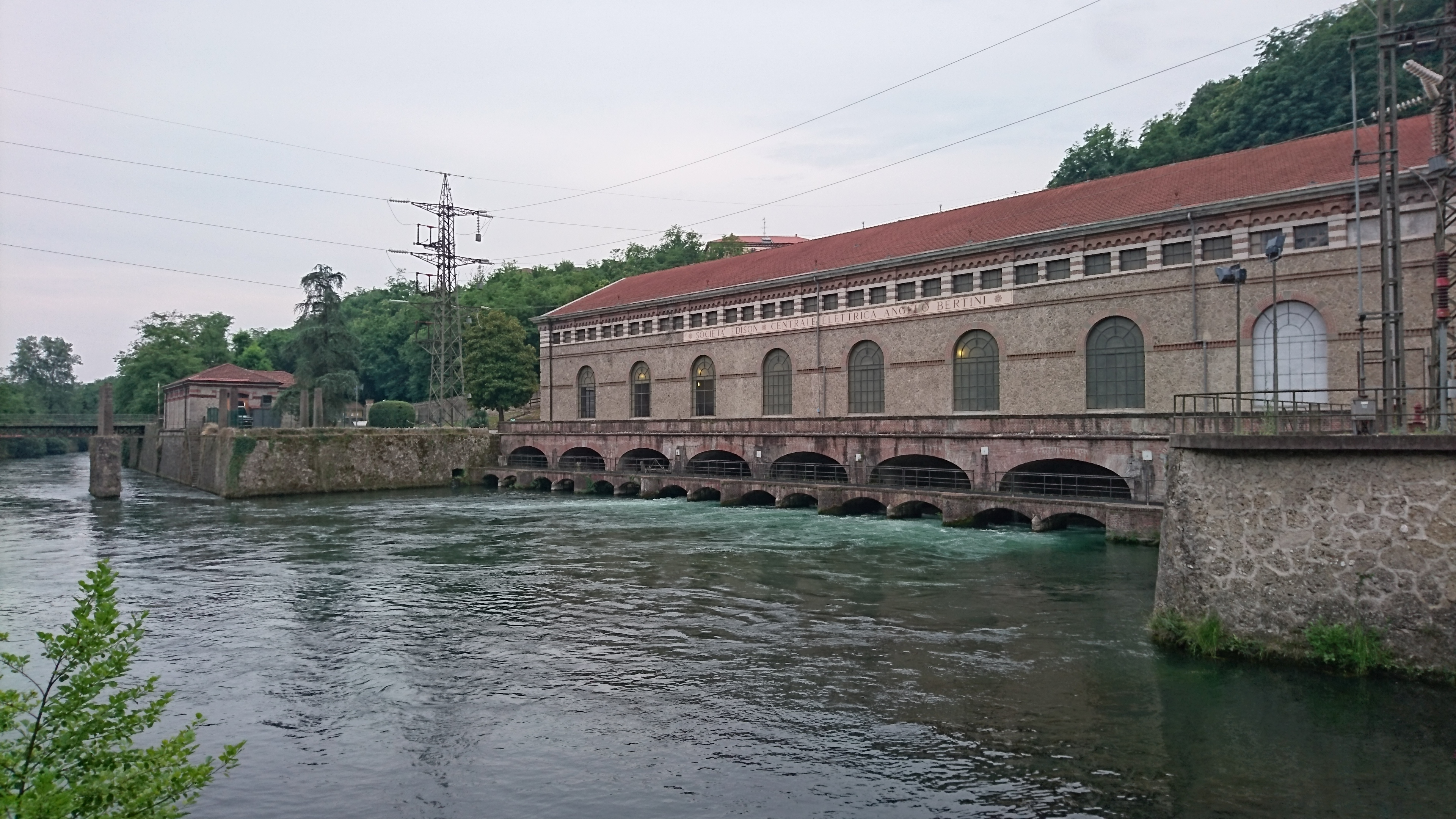
La centrale idroelettrica Bertini a Porto d'Adda.

La centrale idroelettrica Angelo Bertini è situata sull'Alzaia, riva destra, del fiume Adda, a Porto d'Adda, una frazione di Cornate d'Adda, in provincia di Monza e della Brianza.
È tra le più antiche centrali idroelettriche d'Europa ancora funzionanti, avendo iniziato la produzione di corrente elettrica nel 1895.
A fianco della centrale vi è un museo visitabile, con tutti i documenti, progetti e storia della Edison.

### Centrale Esterle

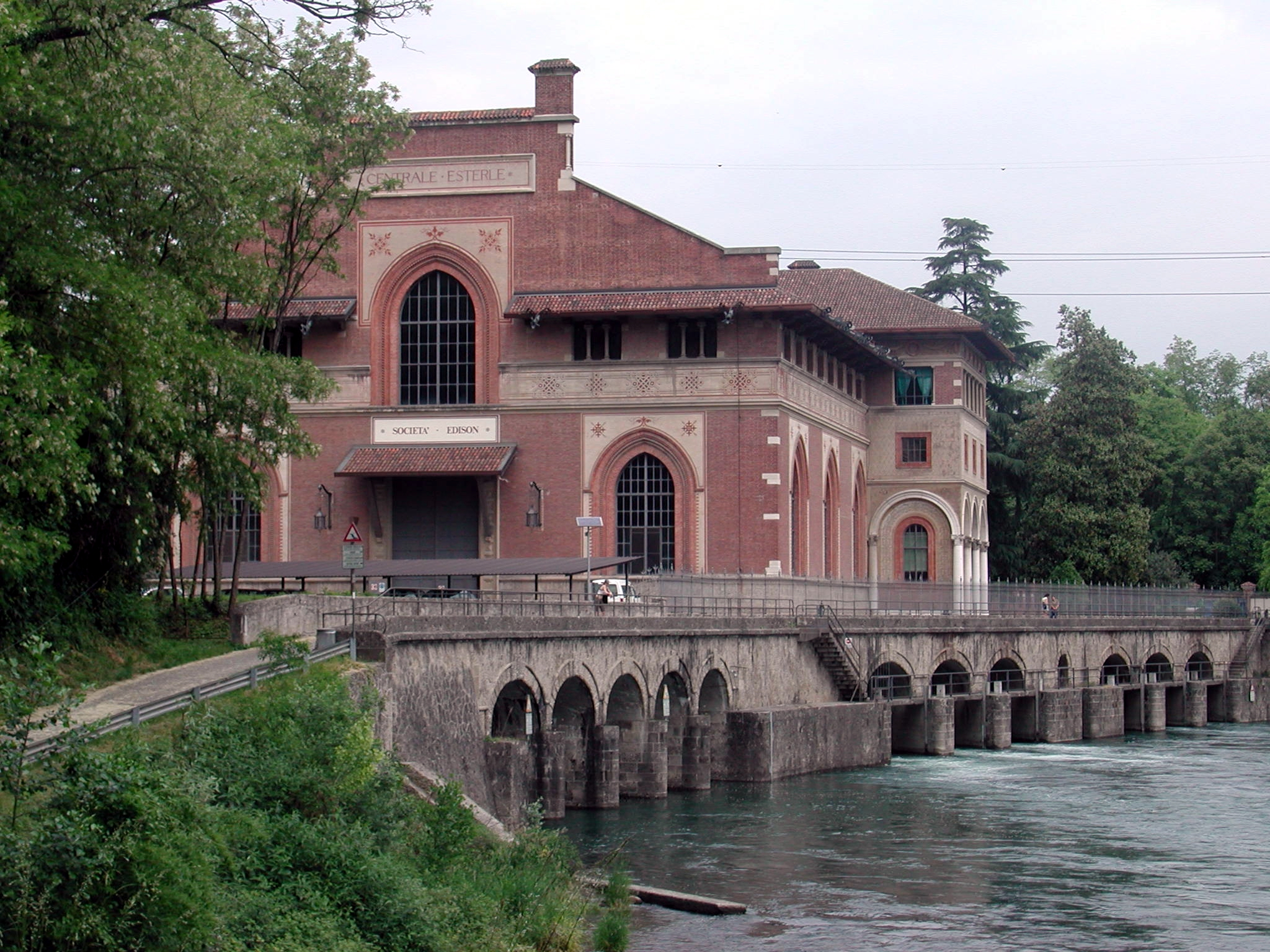
La centrale idroelettrica Esterle vista dall'alzaia, riva destra.

La centrale idroelettrica Esterle di Porto d'Adda, fu costruita tra il 1906 e il 1914, sull'Alzaia, cioè la riva destra, del fiume Adda, a valle della preesistente centrale idroelettrica Bertini.
Per l'epoca si trattava di un impianto di notevole importanza e capace di produrre 30.000 kilowatt (il triplo di quanto produceva la centrale Bertini).
È stata dedicata alla memoria di Carlo Esterle, consigliere delegato della società Edison fino al 1918.

### Centrale Taccani

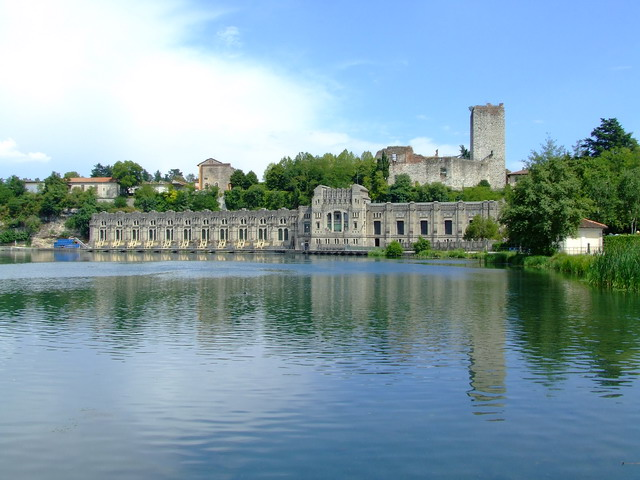
La centrale Taccani e sullo sfondo il Castello visconteo di Trezzo

La centrale idroelettrica Alessandro Taccani, di proprietà dell'Enel, è situata a Trezzo sull'Adda.
L'impianto dispone di sei alternatori per una potenza complessiva generata di 10,5 MW. L'edificio progettato da Gaetano Moretti è un esempio di architettura eclettica per la compresenza di un linguaggio modernista e una forte connotazione di gusto neoromanico.

### Castello Visconteo di Trezzo

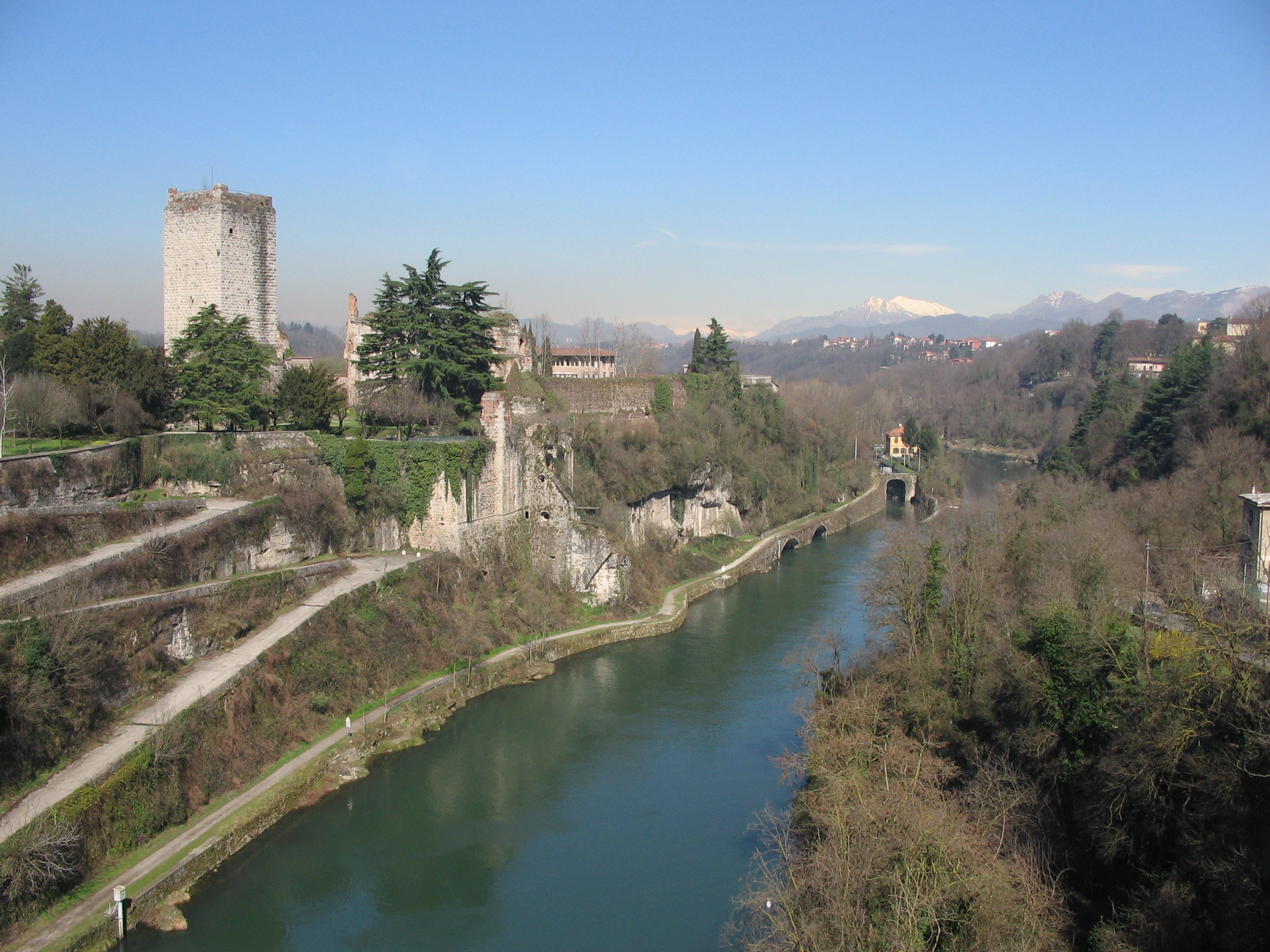
Il castello visconteo di Trezzo e il fiume Adda.

A ridosso della Centrale Taccani si trova il Castello di Trezzo sull'Adda, situato su un promontorio su un'ansa del fiume Adda e da questa protetto sui due lati, sul terzo lato si trovava una torre quadrata alta 42 metri.
Il castello, uno dei più importanti del milanese, era costruito a difesa di un ponte e per la sua posizione strategica fu a dapprima conteso fra Federico Barbarossa e la città di Milano e in seguito fra i Visconti e i Torriani. Fu più volte distrutto o incendiato ma sempre ricostruito.
È possibile visitare l'intero castello oppure effettuare la sola salita della torre, previo pagamento del biglietto.

### Villaggio operaio di Crespi d'Adda
Partendo da Concesa, frazione di Trezzo sull'Adda, è possibile raggiungere il villaggio operaio di Crespi d'Adda tramite una passerella costruita sul letto del fiume. Il comune bergamasco ospita un villaggio operaio sorto ad opera di Cristoforo Benigno Crespi a partire dal 1875.
Per il suo rilievo storico e architettonico fu annoverato tra i patrimoni dell'umanità dall'UNESCO nel 1995.
Nei pressi della passerella si trova la sede principale dell'ecomuseo.

### Naviglio Martesana
Il Naviglio della Martesana, anche noto come Naviglio Piccolo (in lombardo Navili de la Martesana o Naviliett), è uno dei navigli milanesi che collega Milano con il fiume Adda dal quale riceve le acque a Concesa poco a valle di Trezzo sull'Adda.
Situato a sud del Canale Villoresi, il Naviglio della Martesana è un canale navigabile largo dai 9 ai 18 metri, profondo da uno a 3 metri e lungo 38,7 km (di cui alcuni coperti). Il dislivello tra l'incile e il Naviglio di San Marco, superata la Conca dell'Incoronata, era di 19 metri.
Ebbe il nome Martesana, per il contado che avrebbe attraversato, da Francesco Sforza nel 1457, ancor prima che iniziassero nel 1460 i lavori per costruirlo. L'appellativo "piccolo" gli deriva dal confronto con il precedente e ben più importante Naviglio Grande.
Nei pressi dell'incile del naviglio si trova Villa Gina, sede del Parco Adda Nord.

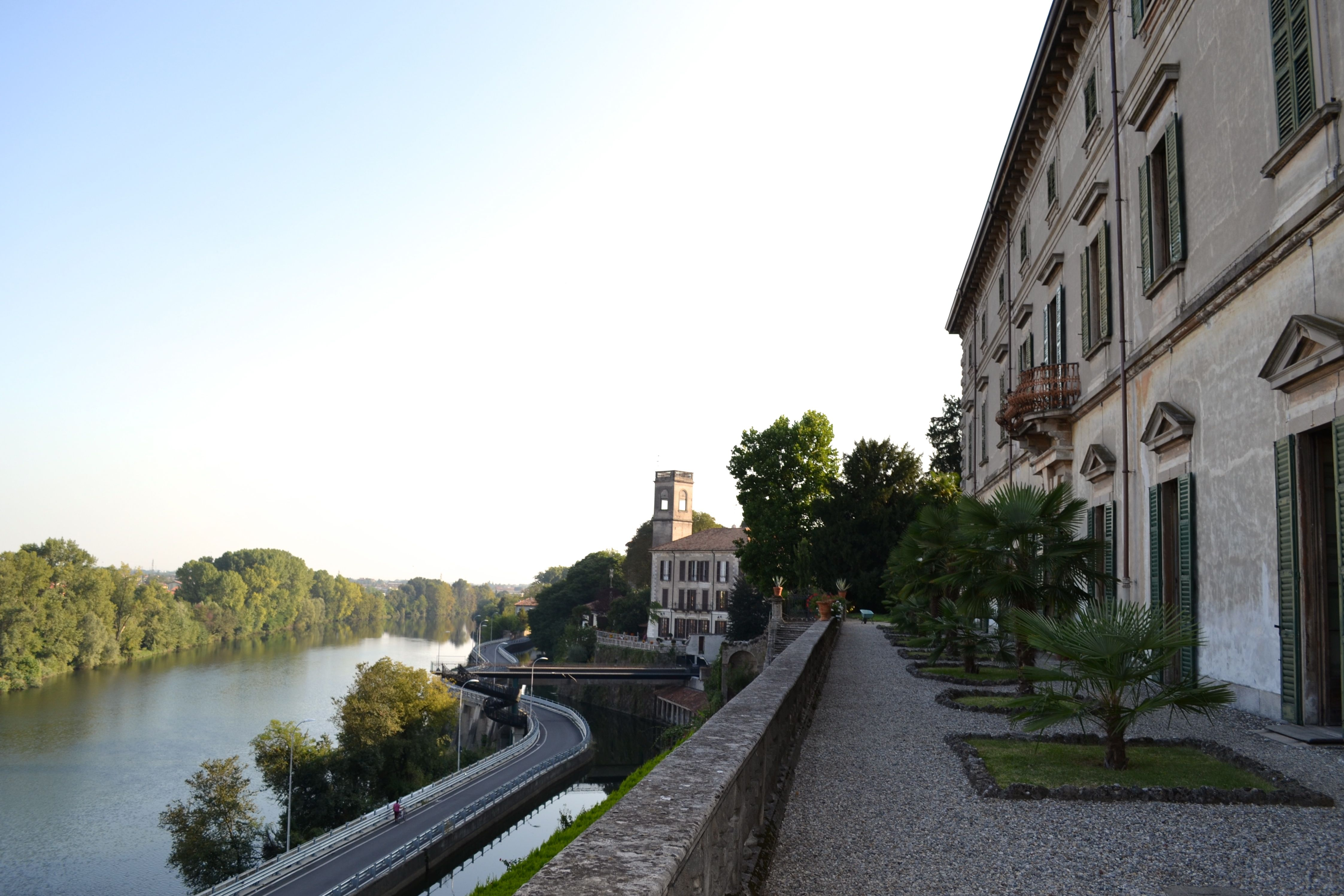
Villa Melzi affacciata sul fiume Adda.

### Riviera di Vaprio d'Adda
La "Riviera", cioè la riva sopraelevata del naviglio, ospita le ville nobiliari presenti lungo la sponda. Si può osservare la Villa Visconti, riconoscibile per la sua torre quadrata. A picco sul Naviglio invece sorge la Villa Melzi d'Eril, nobile edificio di gusto rinascimentale, dove soggiornò a lungo Leonardo da Vinci.

### Casa del custode delle acque
La Casa del custode delle acque (ex Camera regia) costruita nel 1582 è stata inaugurata ad ottobre 2010 dopo un lungo restauro. La casa sorge in una posizione strategica tra il Naviglio della Martesana e il fiume Adda. A quel tempo fungeva da stazione di sosta per i viaggiatori che dovevano prendere il traghetto sull'Adda o imbarcarsi sui barconi che navigavano sul Naviglio della Martesana. Era sede del dazio e del "custode o camparo" che regolava il flusso delle acque.
Nei suoi sotterranei è ospitata la galleria interattiva Leonardo in Adda.

### Diga di S. Anna
Lo sbarramento, costruito nel 1928, serviva a incanalare le acque verso la centrale idroelettrica del Linificio Canapificio Nazionale. La centrale è ancora operativa. Nei pressi sorge il villaggio operaio fatto costruire per impiegati e operai nel 1949. Nella vicina Fara Gera d'Adda si trovano i resti della Basilica Autarena.

### Ruotone di Groppello(porta sud)

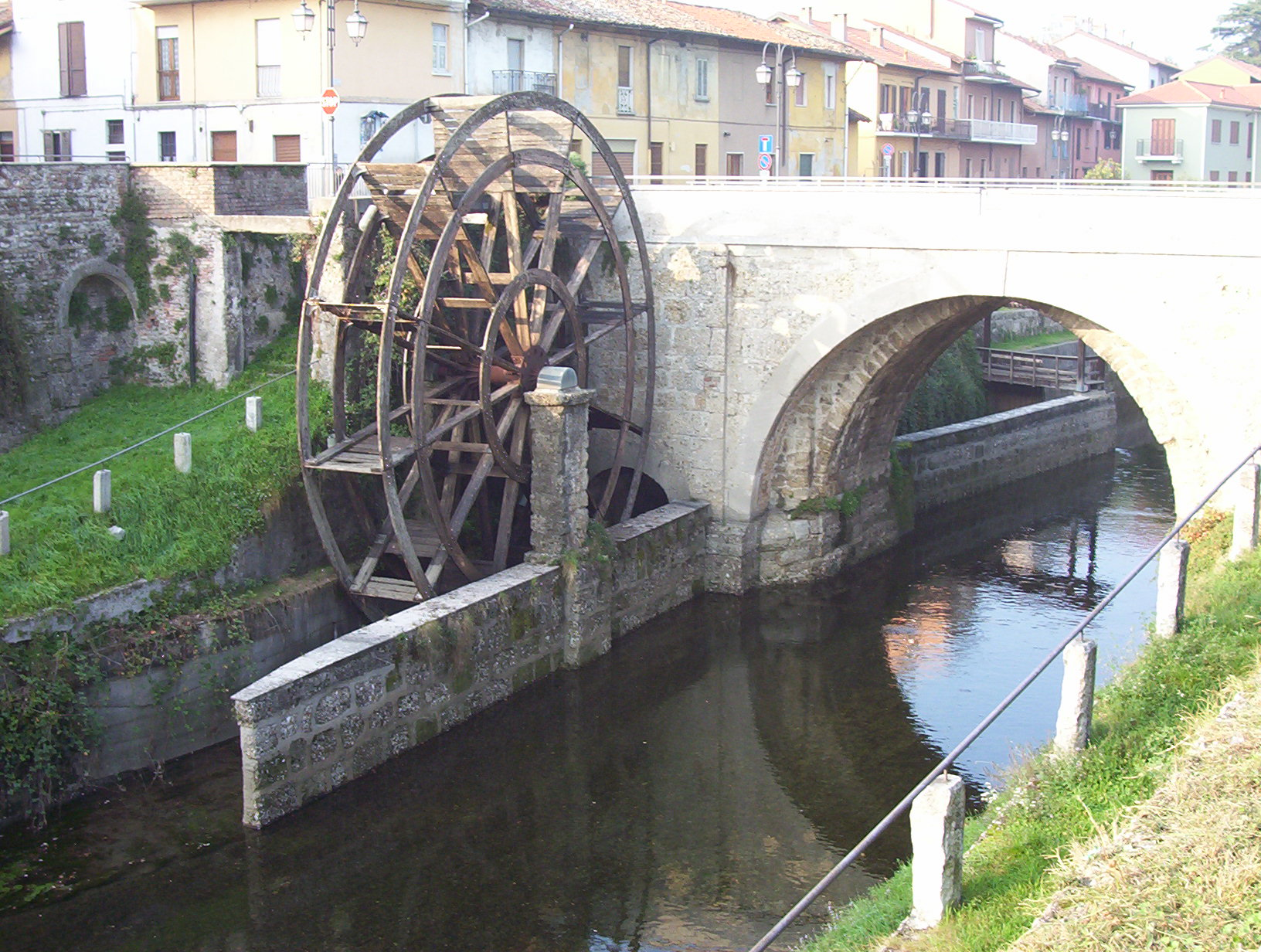
Il "ruotone" di Groppello

Presso il ponte di Groppello si trova un grande ruotone, il rudun, con un diametro di 11 metri, costituito da 12 pale e voluto da Carlo Borromeo nel 1618 per portare l'acqua a livello della strada e permettere così l'irrigazione degli orti e dei giardini della villa arcivescovile. L'acqua vi giungeva attraverso un canaletto posto a valle del ponte. Il ruotone attuale fu ricostruito fedelmente all'originale nel 1989, e successivamente nel 2009 (dopo che anni di incuria lo avevano ridotto ad un rudere).
Il ponte ha la particolarità di essere neogotico con bugnati in ceppo nella parte a monte e a tutto sesto sul lato a valle. Vicino al ponte sono ancora visibili gli antichi lavatoi e, poche decine di metri più a valle, l'antica conca di navigazione.

## Collegamenti
L'ecomuseo è facilmente raggiungibile tramite diversi mezzi di trasporto. Lungo il percorso è possibile trovare parcheggio, quasi sempre gratuito, nei pressi del traghetto di Leonardo (entrambe le sponde), della centrale Semenza, Bertini, Taccani, a Crespi d'Adda e a Fara Gera d'Adda.

### Automobile
L'ecomuseo gode di un buon collegamento autostradale grazie alle uscite di Trezzo sull'Adda e Capriate S: Gervasio della A4 Milano-Venezia.
Da Lecco, tramite la strada provinciale 56 si può raggiungere la porta nord.
Da Bergamo, se non si prende l'autostrada, è possibile raggiungere Villa d'Adda tramite la strada statale 6671 e la strada provinciale 166, e da lì imbarcarsi sul traghetto.

### Treno
Da Milano o Bergamo (via Carnate-Usmate) è possibile raggiungere la stazione di Paderno-Robbiate, e da li dirigersi al ponte San Michele a piedi o in bicicletta.
Da Milano o Bergamo (via Treviglio) è possibile raggiungere anche la stazione di Cassano d'Adda.

### Bicicletta
Per visitare l'ecomuseo in bicicletta si percorre l'alzaia del Naviglio Martesana, partendo da Milano, via Melchiorre Gioia e arrivando fino a Cassano d'Adda dopo aver attraversato Cologno Monzese, Vimodrone, Cernusco sul Naviglio, Cassina de' Pecchi, Gorgonzola, Bellinzago e Inzago.
Da Lecco, lungo l'alzaia del fiume Adda è possibile raggiungere Imbersago dopo aver attraversato Olginate, Valgreghentino, Airuno e Brivio.